# Xenisthmidae
Xenisthmidae är en familj av fiskar. Xenisthmidae ingår i ordningen abborrartade fiskar (Perciformes). Enligt Catalogue of Life omfattar familjen Xenisthmidae 12 arter. 
Enligt en studie från 2009 bör familjen infogas i sömnfiskar (Eleotridae).
Dessa fiskar förekommer i Indiska oceanen och Stilla havet. De flesta blir inte större än 2,5 cm. Arterna vistas över sandig grund, i korallrev eller bland klippor. Det vetenskapliga namnet är bildat av de grekiska orden xenos (märklig, sällsynt) och isthmia, -on (nacke, strupe).
Släkten enligt Catalogue of Life:
- Allomicrodesmus
- Paraxenisthmus
- Rotuma
- Tyson
- Xenisthmus

Fishbase listar ytterligare ett släkte med en art.
- Gymnoxenisthmus